# Unidad de Mujeres y Ciencia
La Unidad de Mujeres y Ciencia es un órgano dedicado a fomentar el principio de transversalidad de género en los ámbitos tecnológicos, científicos y de innovación. Pertenece al Ministerio de Ciencia e Innovación. Es el órgano que representa a España en temas de género y ciencia ante la Comisión Europea. Toda su actividad puede consultarse en el espacio de igualdad del Ministerio

## Historia
La Unidad de Mujeres y Ciencia fue creada en enero de 2006 en el Ministerio de Educación y Ciencia. Su primera directora fue Capitolina Díaz.  A Capitolina Díaz Martínez, que fue su directora desde el año 2006 hasta febrero de 2008, le sucede Inés Sánchez de Madariaga, que estuvo en el cargo desde septiembre de 2009 hasta octubre de 2014, posteriormente ocupó el cargo Ana Puy Rodríguez desde noviembre de 2014 a febrero de 2020.  Actualmente la directora de la Unidad de Mujeres y Ciencia es Zulema Altamirano Argudo, la Unidad de Mujeres y Ciencia se encuentra ubicada hoy día en el Gabinete de la ministra, en el Ministerio de Ciencia e Innovación.
La Unidad de Mujeres y Ciencia se designó para cumplir la ORDEN PRE/525/2005, de 7 de marzo, relativa a la adopción de 54 medidas para fomentar la igualdad entre ambos sexos. Específicamente, la medida 4.1 alegaba que “Se acuerda crear una unidad específica de «Mujer y Ciencia» para abordar la situación de las mujeres en las instituciones investigadoras y mejorar su presencia en ellas”.
La Secretaría de Estado de I+D+i alega así al mandato del Tratado de Ámsterdam y de la Ley Orgánica 3/2007 (22 de marzo) para la igualdad entre mujeres y hombres. Se crean dos textos legales que fomentan la transversalidad como el tema más importante de la acción política relacionada con igualdad de género. Los poderes públicos deben tener en cuenta los impactos diferenciados de género y contemplar medidas para promover la igualdad de trato y de oportunidades entre mujeres y hombres a la hora de aplicar las políticas públicas en temas políticas, presupuestos, legislación, planes, proyectos y programas.
Como representante española forma parte del Standing Working Group on Gender in Research and Innovation.

## Misión y objetivos
Su objetivo es impulsar la igualdad de oportunidades, la integración y la participación de mujeres en el ámbito científico desde la transversalidad de género. Buscando la igualdad entre hombres y mujeres en la tecnología, la innovación y la ciencia.
Para ello va a trabajar alrededor de cinco ejes:
- Aumento del número de mujeres en posiciones de control y gestión en el entorno de las investigaciones científicas y en la educación superior.
- Visibilizar a las académicas y científicas, desagregando por sexos todos los datos estadísticos relacionados con la investigación y los estudios superiores.
- Fomento de las vocaciones científicas y tecnológicas entre las mujeres.
- Impulso de las políticas destinadas a la conciliación del trabajo académico y científico con la vida personal.
- Promoción de estudios para conocer, y dar a conocer, la contribución y las aportaciones de las mujeres a la ciencia.

Las misiones principales de la unidad son:
- Inclusión de género en la investigación científica, además de promover estudios en el campo de género y la mujer.
- Busca que las mujeres sean valoradas con sus capacidades y méritos, tratando de eliminar desigualdades de género, sesgos en el entorno relacionado con la innovación, tecnología y ciencia.

## Publicaciones
La labor que ha ido realizando la Unidad a lo largo de su historia ha dad lugar a una serie de publicaciones sobre sus estudios, entre las que destacamos:
- "Científicas en Cifras 2021" y "Resumen ejecutivo" versión castellano e inglés
- "Informe de situación de jóvenes investigadoras en España 2021" y "Resumen ejecutivo"
- "Resultados del cuestionario sobre el impacto del confinamiento en el personal investigador" y "Resumen ejecutivo"
- "Género y ciencia frente al coronavirus"
- "Mujeres e Innovación 2019"
- "Las mujeres en los premios científicos en España 2009-2014"[6]
- "Científicas en cifras 2013"[7]
- "Informe de la Comisión Europea sobre el cambio estructural de las instituciones científicas"[8]
- "El género en la investigación"[9]
- "Científicas en cifras 2011"[10]
- "Libro Blanco: Situación de las mujeres en la ciencia en España"[11]
- "Maletín de Recursos. Género y Ciencia"[12]
- "Guía práctica de género en los contenidos de la investigación"[13]
- "FEM subvencionados convocatorias 2009-2013"[14]